# I Liceum Ogólnokształcące im. Adama Mickiewicza w Olsztynie
I Liceum Ogólnokształcące im. Adama Mickiewicza w Olsztynie – najstarsza publiczna szkoła ponadpodstawowa w Olsztynie, utworzona 4 czerwca 1945 roku jako Państwowe Gimnazjum i Liceum Męskie.

## Historia
Pierwsza wzmianka o istnieniu szkoły pojawiła się w kronikach w 1945 roku, kiedy to maju rozpoczęły się zapisy do nowej placówki oświatowej, a kilka dni po owym fakcie doszło do inauguracji nauki szkolnej. Nowo powstałe Państwowe Gimnazjum i Liceum Męskie stało się pierwszą polską szkołą na Warmii i Mazurach. Zwieńczeniem pierwszego roku nauki okazał się egzamin dojrzałości, do którego przystąpiło 15 uczniów. Jeszcze w owym roku szkolnym szkole ufundowano sztandar.
W 1948 roku nazwa szkoły zmienia się na Jedenastoletnią Szkołę Średnią Ogólnokształcącą Męską. Przez kolejne 10 lat placówka kilkakrotnie zmienia jeszcze swe miano, tym samym powstają nowe i likwidowane są stare oddziały szkolne. W tym czasie powoływane do życia są takie organizacje, jak szkolne PCK, harcerstwo i Samorząd Uczniowski.
22 grudnia 1959 roku szkoła otrzymuje nową nazwę i imię. Odtąd nazywa się Szkołą Podstawową i Liceum Ogólnokształcącym imienia Adama Mickiewicza w Olsztynie. Rok później zlikwidowany zostaje stopień podstawowy, a placówka otrzymuje miano I Liceum Ogólnokształcące im. Adama Mickiewicza w Olsztynie.
W trakcie jubileuszu XX-lecia istnienia szkoły odsłonięty zostaje pomnik Adama Mickiewicza, którego projektu autorem była olsztyńska rzeźbiarka Balbina Świtycz-Widacka.
W 1978 w szkole odbyły się finały IV Olimpiady Geograficznej. 9 czerwca 1980 roku zorganizowano Ogólnopolski Zjazd Szkół Średnich im. Adama Mickiewicza.
W 1998 roku dochodzi do osłonięcia tablicy pamiątkowej na pomniku Adama Mickiewicza. Tablica ta poświęcona jest autorce popiersia Balbinie Świtycz-Widackiej. W związku z 200 rocznicą urodzin patrona szkoły organizowane są liczne uroczystości. Rok później zorganizowany zostaje jubileuszowy XX Zjazd Mickiewiczowski.
W 2002 roku szkoła zmieniła swe profile w związku z wdrażaną reformą oświaty.
W czasie swej ponad 60-letniej historii szkoła otrzymała wiele różnego rodzaju nagród (m.in. Honorowa Odznaka PCK czy Krzyż Zasługi dla ZHP).

## Budynek
Gmach, w którym mieści się I Liceum Ogólnokształcące, powstał w XIX wieku. Pierwszy budynek będący częścią szkoły powstał w roku 1878, a była to sala gimnastyczna, służąca wówczas ówczesnemu gimnazjum.
28 kwietnia 1886 roku rozpoczęto budowę nowego gmachu gimnazjum. Trwała ona ponad rok, a jej koszt wyniósł ok. 200 tysięcy marek. 30 września 1887 roku nastąpiło uroczyste otwarcie szkoły, a 17 października tego samego roku odbyły się pierwsze zajęcia w nowym budynku.
Nowo wybudowany gmach stał się najpotężniejszą budowlą XIX-wiecznego Olsztyna. W 1988 roku został on wpisany na listę Krajowego Rejestru Zabytków.